# Bulhac, Ungheni
Bulhac este un sat din componența comunei Cioropcani din raionul Ungheni, Republica Moldova.